# Torre di San Nicolò
La torre di San Nicolò è una torre di Palermo in Sicilia.

## Storia
Nel cuore di Ballarò, attaccata alla Chiesa di San Nicolò all'Albergheria sorge una longilinea costruzione quadrangolare con i conci ben squadrati, si tratta della trecentesca torre civica facente parte del sistema di trasmissioni. Fatta edificare dalla Universitas Palermitana per difendere le mura del “Cassaro”, non faceva parte delle strutture della chiesa, ma risultava slegata ed isolata.
Torre d’eccellenza, forse la più alta di Palermo, perduto il significato di difesa, a causa dell’ampliamento urbanistico della città, successivamente si volle ingentilire e perdere il suo austero aspetto. Infatti, si applicò al secondo livello, delle bifore con l’applicazione d’intarsi, esse si caratterizzano per la semplicità del disegno e le severe proporzioni e la bellezza plastica, che indicano un preciso linguaggio artistico, una sperimentazione che nelle finestre dello Steri avrà la sua compiutezza.
La costruzione della Torre deve farsi risalire alla stessa epoca della fondazione della chiesa: XIII secolo.
Poco prima del 1518, sacrificando una bifora dell’ultimo piano, di cui si era già arricchita, vi fu apposto un orologio come riferiscono i registri del Senato palermitano e costituiva uno dei tre orologi della città, insieme a quelli di Sant'Antonino Abate e di Santa Lucia al Borgo.
Dal 2013 la Torre di San Nicolò è aperta al pubblico con delle visite guidate organizzate dalla cooperativa Terradamare..